# Paul Siraudin
Pierre-Paul-Désiré Siraudin, född den 18 december 1813 i Paris, död den 8 september 1883 i Enghien-les-Bains, var en fransk dramatiker.
Siraudin, som använde pseudonymerna Paul (de) Siraudin de Sancy och M. Malperché, började redan vid tjugo års ålder arbeta för teatern och lär vid sin död ha skrivit eller deltagit i författandet av omkring 150 teaterstycken. Hans främsta medarbetare var Adolphe de Leuven, Marc-Michel, Clairville, Delacour och Thiboust. År 1860 öppnade Siraudin ett mycket fint konditori i Paris (varför han på skämt blev kallad Siropdin), men fortfor inte desto mindre att skriva för teatern och måste snart överlämna konditoriet åt annan person. 
Bland de stycken, som bär hans namn, ha åtskilliga blivit uppförda på mindre svenska teatrar, i översättning eller bearbetning av Frans Hedberg, Fredrik Nikolas Berg, Johan Jolin, Ernst Wallmark eller andra, exempelvis Les trois-polka ("Polkan", 1845), La cour de Biberack ("Hofvet i Biberack", 1847), Trois amours de pompiers ("Tre förälskade poliskonstaplar", 1858), Les femmes qui pleurent ("När fruntimren gråta", 1859; "Nyckeln till kassakistan", 1863) och Le voyage de M. M. Dunanan père et fils ("Herrar Dunanans resa", 1862).